# الدینی، امارات متحده عربی
ال دینی یک منطقهٔ مسکونی در امارات متحده عربی است که در ام‌القوین واقع شده‌است.

## خصوصیات
ال دینی ۰٫۹۱ متر بالاتر از سطح دریا واقع شده‌است.